# Borkum (Gerät)
Borkum war der Deckname eines im Zweiten Weltkrieg eingesetzten „Funkmeßbeobachtungsgerätes“ (authentische damalige Schreibweise mit „ß“), dessen eigentliche Kurzbezeichnung Fu MB 10 war. Es handelte sich um einen einfachen Detektorempfänger, der auf deutschen U‑Booten als Radarwarngerät eingesetzt wurde.
Als Namensstifterin für den Decknamen diente, wie bei der Kriegsmarine üblich, eine Insel, in diesem Fall die Nordseeinsel Borkum.

## Hintergrund
Seit März 1942 mehrten sich Vorfälle, bei denen in der Biskaya fahrende U‑Boote auch nachts von feindlichen Flugzeugen direkt angegriffen wurden. Der deutschen Führung war klar, dass der Gegner hierzu Radartechnik einsetzte, und entschied, den U‑Booten passende Warnempfänger mitzugeben. Bereits ab 1940 führten Überwassereinheiten dazu das FuMB 1 (Metox) mit, das nun ab August 1942 auch auf deutschen U-Booten installiert wurde.
Als sich die U‑Boot-Verluste jedoch im Mai 1943 dramatisch erhöhten, kam der Verdacht auf, dass dieses als Warngerät gegen feindliche U‑Jagd-Flugzeuge installierte Instrument das Gegenteil bewirkte und diese anlockte. Man vermutete im Rahmen des heute als „Metox-Affaire“ bekannten Vorfalls, dass der interne Lokaloszillator (LO) des Überlagerungsempfängers („Superhet“) Störaussendungen über die Antenne abstrahlte, die die Flugzeuge registrieren konnten und die sie so auf die Spur der U‑Boote brachten. Daraufhin wurde der weitere Einsatz des Metox-Warnempfängers an Bord verboten.
Als Ersatz wurde schnell ein einfacher Detektorempfänger gebaut. Da hierbei kein LO Verwendung findet, hatte man die Gewähr, dass jegliche Störaussendungen sicher vermieden wurden.
Zeitgleich wurde die Entwicklung weiter verbesserter Geräte in Auftrag gegeben, die einen größeren Frequenzbereich abdecken, empfindlicher sein und möglichst automatisch arbeiten sollten. Später entstanden FuMB 4 (Samos) und FuMB 5 (Fanö), beide von Rohde & Schwarz (R&S) in München, FuMB 7 (Naxos) von Telefunken in Berlin, FuMB 8 (Zypern I) von Hagenuk in Kiel sowie später dessen Nachfolger, FuMB 9 (Zypern II), auch genannt „Wanze“.

## Beschreibung
Der Detektorempfänger Borkum war für einen Wellenlängenbereich von 0,75 bis 3 Meter ausgelegt, entsprechend dem Frequenzband von 100 bis 400 MHz. Außer der Detektordiode enthielt er nur wenige weitere Schaltungsteile, wie zwei Spulen und Kondensatoren. Die Alarmanzeige erfolgte ausschließlich akustisch, über Lautsprecher oder Kopfhörer. Dazu wurde der Detektorempfänger zusammen mit dem an Bord der U‑Boote vorhandenen Kofferradio vom Typ Radione R2 betrieben. Als Antenne wurde der bereits beim Metox benutzte Runddipol Bali weiter verwendet oder die Timor-Antenne benutzt.
Borkum wurde ab August 1943 schrittweise durch den inzwischen einsatzreifen Wellenanzeiger (WAnz) abgelöst. Einige FuMB 10 blieben bis Kriegsende an Bord der U‑Boote im Einsatz.